# Guzki Schmorla
Guzki Schmorla (ang. Schmorl's nodes) – wpuklenia krążka międzykręgowego w kręgi, będące objawem choroby Scheuermanna. Nazwa upamiętnia lekarza Christiana Georga Schmorla.